# Јована Стипић
Јована Стипић (Нови Сад, 1977) српска је глумица и ТВ водитељка. Члан је ансамбла драме Српског народног позоришта од 1999. године.

## Биографија
Рођена је 2. фебруара 1977. у Новом Саду. Кћерка глумице Соње Јосић-Стипић. Завршила је глуму на Академији уметности у Новом Саду.
Глумила је у бројним позоришним представама у матичном, али и у другим позориштима. Играла и на филму и телевизији. Живи у Београду.

## Позориште
Лаура Браун, Мајкл Канингем: „Сати“, режија Милена Павловић
- Инге II (1941-1945), Александар Тишма: „Вере и завере“, режија Душан Петровић;
- Пегин Мајкова, Џ. М. Синг: „Виловњак од западних страна“, режија Милан Караџић;
- Невена, Иван М. Лалић: „Роб љубави“, режија Жанко Томић;
- Маћеха/Вештица, Миливоје Млађеновић: „Ивица и Марица“, режија Предраг Штрбац;
- Ђулијета, Клаудијева сестра, Вилијам Шекспир: „Мера за меру“, режија Дејан Мијач;
- Кончита, Иван М. Лалић: "Cuba libre", режија Кокан Младеновић;
- Маргерита, Дарио Фо: „Немам да платим, нећу да платим“, режија Жанко Томић;
- Рената, Душан Јовановић: „Ослобођење Скопља“, режија Жанко Томић;
- Марела, Александар Поповић:"Смртоносна мотористика“, режија Жанко Томић;
- Жаклина, Богдан Шпањевић:"Наказе“, режија Немања Петроње;
- Смиља, Угљеша Шајтинац: „Право на Руса“, режија Оливера Ђорђевић;
- Прцољак, Енда Волш: „Диско свиње“, режија Предраг Штрбац;
- Лидија, Александар Новаковић: „Зуби“, режија Предраг Штрбац;
- Ха, Иван Правдић: „Кварна карма“, режија Марко Каћански;
- Софија, Јован Стерија Поповић: „Џандрљив муж“, режија Радоје Чупић;
- Циганка, дојиља, Милена Марковић: „Наход Симеон“, режија Томи Јанежич;
- Гђа Капулет, Вилијам Шекспир: „Ромео и Јулија“, режија Предраг Штрбац;
- Јелена (Јеца), Милош Радовић: „Чорба од канаринца“, режија Ненад Гвозденовић;
- Елмира, Жан-Батист Поклен Молијер: „Тартиф“, режија Душан Петровић;
- Хулија Кортес, Божидар Кнежевић: „Човек звани Че“, режија Иван Церовић;
- Нећедасеуда, Неда Радуловић: "Painkillers", режија Ива Милошевић;
- Јулија Томашик, Станислав Виткјевич: „Полудела локомотива“, режија Александар Давић;
- Нарциса, Љубомир Ђурковић: „Касандра клишеи“, режија Слободан Милатовић;
- Лаура Браун, Мајкл Канингем: „Сати“, режија Милена Павловић

## Телевизија
- Роде у магли
- Азбука нашег живота- Сара

## Филм
| Год.  | Назив               | Улога      |
| ----- | ------------------- | ---------- |
| 2004. | Журка               | Оља        |
| 2008. | Чарлстон за Огњенку | Ратија     |
| 2008. | Милош Бранковић     | Александра |

## Галерија
- Фотографије Српског народног позоришта
- Painkillers Неде Радуловић, у режији Иве Милошевић; Драма СНП-а, 2008/09; Ивана В. Јовановић, Драгиња Вогањац, Јована Стипић.
- Мизантроп Молијерова комедија из 17. века; концепт и режија Ива Милошевић; Драма Српског народног позоришта, Нови Сад, 2014/15; Ненад Пећинар, Игор Павловић, Јована Стипић.
- Тартиф, Драма СНП, 2007/08; једна од најпознатијих Молијерових комедија; у режији Душана Петровића; глумци: Страхиња Бојовић, Јована Стипић.

## Награде и признања
- награда за најбољи глумачки сегмент у представи, на фестивалу Борини позоришни дани (Врање), за улогу Софије у представи Џандрљив муж;
- награда за најбољу споредну женску улогу на 56. фестивалу професионалних позоришта Војводине, за улогу Госпође Капулет у представи Ромео и Јулија;